# Заповітне (станція)
Заповітне — проміжна станція Херсонської дирекції залізничних перевезень. Розташована між зупинними пунктами Рефдепо (10 км) та Зірка (7 км)
На станції зупиняються приміські та поїзди дальнього сполучення.